# Stjørdal (stacja kolejowa)
Stjørdal – stacja kolejowa w Stjørdal, w okręgu Trøndelag w Norwegii, jest oddalony od Trondheim o 34,67 km. Położony 6,6 m n.p.m.

## Ruch pasażerski
Należy do linii Nordlandsbanen i Meråkerbanen. Jest elementem kolei aglomeracyjnej w Trondheim i obsługuje lokalny ruch do Trondheim S i Steinkjer.  Pociągi odjeżdżają co pół godziny w godzinach szczytu i co godzinę poza szczytem.

## Obsługa pasażerów
Wiata, poczekalnie, automat biletowy parking rowerowy, parking na 100 miejsc, parking rowerowy, schowki bagażowe, telefon publiczny, przystanek autobusowy, kawiarnia, postój taksówek, kiosk. Odprawa podróżnych odbywa się w pociągu.